# Pakistán en los Juegos Paralímpicos de Pekín 2008
Pakistán estuvo representado en los Juegos Paralímpicos de Pekín 2008 por tres deportistas, dos hombres y una mujer.

## Medallistas
El equipo paralímpico pakistaní obtuvo las siguientes medallas:
| Nombre     | Deporte   | Evento                             |
| ---------- | --------- | ---------------------------------- |
| Oro        |           |                                    |
| —          |           |                                    |
| Plata      |           |                                    |
| Haider Ali | Atletismo | Salto de longitud F37/38 masculino |
| Bronce     |           |                                    |
| —          |           |                                    |